# Alfredo Pérez Rubalcaba
Alfredo Pérez Rubalcaba, född 28 juli 1951 i Solares i Medio Cudeyo i Kantabrien, död 10 maj 2019 i Majadahonda i regionen Madrid, var en spansk politiker. Han var Spanska socialistiska arbetarpartiets (PSOE) premiärministerkandidat i parlamentsvalet 2011 och var från 4 februari 2012 PSOE:s generalsekreterare (partiledare) och därmed även oppositionsledare. Han avgick som generalsekreterare efter dåliga resultat i Europaparlamentsvalet 2014.
Rubalcaba hade en doktorsexamen i kemi från Universidad Complutense i Madrid och blev 1993 invald i Cortes Generales för valkretsen Toledo. I Felipe González regering var han utbildningsminister 1992-1993 och minister i premirministerns kansli 1993-1996. I regeringen Zapatero var han inrikesminister 2006-2011 och förste biträdande regeringschef 2010-2011. Han avgick från regeringen 8 juli 2011 för att fokusera på parlamentsvalet senare samma år, som dock vanns av Partido Popular. 